# Ferula dubjanskyi
Ferula dubjanskyi är en flockblommig växtart som beskrevs av Jevgenij Korovin. Ferula dubjanskyi ingår i släktet stinkflokesläktet, och familjen flockblommiga växter. Inga underarter finns listade i Catalogue of Life.